# Kolumbov dan
Mnoge američke države slave obljetnicu Kolumbovog otkrića Amerike kao službeni državni blagdan. Otkriće se dogodilo 12. listopada 1492., te se ponegdje neslužbeno slavilo od kasnog 18. stoljeća, a službeno se u nekim državama počinje slaviti u ranom 20. stoljeću. Godine 1992. Ujedinjeni narodi su namjeravali proslaviti 500. obljetnicu otkrića Amerike, ali se od toga odustalo zbog zahtjeva domorodaca koji tvrde da je Kolumbovo otkriće začetak genocida golemih razmjera koji je počinjen nad njima. Otkriće Amerike se slavi u SAD-u pod imenom Kolumbov dan (Columbus Day), diljem Latinske Amerike pod imenom Dan rase (Día de la Raza), u Bahamima pod imenom Dan otkrića (Discovery Day), u Španjolskoj kao Dan španjolstva (Día de la Hispanidad) i Nacionalno slavlje (Fiesta Nacional), u Argentini kao Dan poštovanja kulturalne raznolikosti (Día del Respeto a la Diversidad Cultural) i kao Dan Amerike ili Panamerički dan u Belizeu (Day of the Americas/Pan-American Day) i Urugvaju (Día de las Américas). 

## Sjedinjene Američke Države
Kolumbov dan postao je službeni praznik u Coloradu 1906., a na cijelom ozemlju SAD-a 1934. godine. Međutim, tradicija proslavljanja obljetnice otkrića Amerike postojala je još u kolonijalnom razdoblju. Godine 1792. New York City i ostali američki gradovi upriličili su proslavu povodom 300. obljetnice. Povodom 400. obljetnice 1892. predsjednik Benjamin Harrison pozvao je ljude slaviti. Tijekom 400. obljetnice nastavnici, propovjednici, pjesnici i političari organizirali su mnoge ceremonije izražavajući tako svoje domoljublje. Slavilo se državljanstvo, podrška ratovanju iz domoljubnih pobuda, podrška čuvanju granica, važnost odanosti naciji i društveni napredak.
Katoličko doseljeništvo se sredinom 19. stoljeća borilo protiv diskriminacije katoličkih doseljenika. Tako su se irski iseljenici prozvali Kolumbovim vitezovima implicirajući na to da je katolik otkrio Ameriku. Mnogi doseljenici iz Italije promatrali su slavljenje Kolumbovog dana kao slavljenje svog naslijeđa. Od 1971. obljetnica otkrića Amerike i stvaranja američke mornarice (13. listopada 1775.) slave se drugog ponedjeljka u listopadu. Banke, poštanska služba, većina škola i velikih saveznih agencija ne radi na Kolumbov dan.  
Proslavljanje je drukčije u različitim saveznim državama. Ponegdje je popraćeno velikim povorkama. San Francisco ima najdugotrajniju neprekinutu tradiciju. Paradu povodom Kolumbova dana organizira zajednica Amerikanaca talijanskog podrijetla još od 1869., a osnovao ju je Nicola Larco. New York organizira najraskošniju proslavu. Kolumbov dan slavi se i u Portoriku, a na Američkim Djevičanskim otocima se Kolumbov dan slavi usporedo s Danom portorikanskog prijateljstva. U Virginiji se usporedo s Kolumbovim danom slavi i Dan jorktaunske pobjede, u spomen na opsadu Yorktowna u Američkom ratu za neovisnost 1781. godine. Havaji, Aljaska i Južna Dakota ne slave Kolumbov dan. Havaji istodobno slave Dan istraživača u spomen na polinežansko otkriće Havaja. Preimenovanje neslužbenog praznika nije zadovoljilo prosvjednike protiv proslavljanja otkrića. Južna Dakota slavi umjesto Kolumbovog dana Domorodački dan (Native American Day). U Iowi i Nevadi Kolumbov dan nije službeni blagdan. Jedan od razloga je što je nedugo zatim Dan Nevade. Kalifornija i Teksas ukinuli su plaćeni odmor državnim činovnicima povodom Kolumbova dana. Grad Berkeley, Kalifornija preimenovao je 1992. Kolumbov dan u Domorodački dan (Indigenous People's Day). Isto su učinili i Sebastopol, Santa Cruz i Dane County, Wisconsin. Neke domorodačke skupine umjesto Kolumbova dana slave Domorodački dan ili dan svoga plemena. Navajo su zamijenili Kolumbov dan Danom suvereniteta Navajo naroda 4. travnja.

## Latinska Amerika
U mnogim latinoameričkim državama obljetnica Kolumbova otkrića slavi se kao Dan rase (Día de la Raza), u spomen na prvi kontakt Europljana i američkih domorodaca. Počeo se slaviti u Argentini 1917. godine, u Venezueli i Kolumbiji 1921., u Čileu 1922. i u Meksiku 1928. Obljetnica je pod ovim imenom slavljena i u Španjolskoj do godine 1957. U Venezueli je 2002. Dan rase preimenovan u Dan domorodačkog otpora (Día de la Resistencia Indígena). Hispanoamerikanci, državljani SAD-a, također običavaju slaviti Dan rase. Godine 1994. u Kostarici je Dan rase preimenovan u Dan kultura (Día de las Culturas) kako bi se dalo do znanja da je stapanje domorodačkih, europskih, afričkih i azijskih kultura pridonijelo stvaranju kostaričke i latinoameričke kulture.
Od 1921. do 2002. Venezuela je poput ostalih latinoameričkih država slavila Dan rase koji je ustanovio predsjednik Juan Vicente Gómez. Godine 2002. pod predsjednikom Hugom Chávezom praznik je preimenovan u Dan domorodačkog otpora u spomen na opiranje domorodaca nasilju europskih pridošlica. Hugo Chávez, predsjednik Venezuele, pozvao je 2003. stanovnike Latinske Amerike ne slaviti Kolumbov dan s obzirom na to da je otkrićem Amerike 1492. počeo genocid stranih, europskih, osvajača, koji su se ponašali gore od Hitlera. "Kolumbo je bio na čelu najvećeg osvajanja i genocida u povijesti čovječanstva", izjavio je predsjednik Chávez u Caracasu na sastanku predstavnika domorodaca iz svih dijelova zemlje. "Mi, građani Venezuele i Latinske Amerike nemamo razloga slaviti Kolumba", ustvrdio je Chávez te ocijenio da su španjolski, portugalski i drugi osvajači svakih deset minuta masakrirali jednog domoroca. Za španjolske osvajače, kao što su Hernán Cortés i Francisco Pizarro, rekao je da su gori od Hitlera. 12. listopada 2004. provladini aktivisti prevrnuli su Kolumbov kip u Caracasu i išarali ga grafitima. Na pročaveškoj svemrežnoj stranici Aporrea napisano je: "Baš kao i kip Saddama u Bagdadu, tako je pao i kip Kolumba tiranina 12. listopada 2004. u Caracasu." Poznato rušenje kipa Saddama Husseina u Bagdadu zbilo se prethodne godine.

## Španjolska
Od 1987. u Španjolskoj se obljetnica Kolumbova otkrića slavi kao Nacionalno slavlje (Fiesta Nacional) ili Nacionalni dan. Prije toga slavilo se Dan španjolstva (Día de la Hispanidad), u spomen na osnivanje međunarodne hispanske zajednice. Kraljevskim dekretom 1981. godine Dan španjolstva proglašen je nacionalnim praznikom. Od 2000. 12. listopada je ujedno i Dan oružanih snaga, te se proslavlja vojnom paradom u Madridu. Obljetnica Kolumbova otkrića u Španjolskoj se s entuzijazmom slavi paradama, marševima i sličnim događajima.